# Grand Prix SAR La Princesse Lalla Meryem 2004
Grand Prix SAR La Princesse Lalla Meryem 2004 — жіночий тенісний турнір, що проходив на відкритих кортах з ґрунтовим покриттям у Касабланці (Марокко). Належав до турнірів 5-ї категорії в рамках Туру WTA 2004. Це був четвертий за ліком Гран-прі принцеси Лалли Мер'єм. Тривав з 5 до 11 квітня 2004 року. Перша сіяна Емілі Луа здобула титул в одиночному розряді й отримала 16 тис. доларів США.

## Фінальна частина

### Одиночний розряд
Емілі Луа —  Людмила Черванова 6–2, 6–2
- Для Луа це був 1-й титул в одиночному розряді за кар'єру.

### Парний розряд
Маріон Бартолі /  Емілі Луа —   Елс Калленс /  Катарина Среботнік 6–4, 6–2